# Ставрида-тала
Ставрида-тала, или хоринем-тала (лат. Scomberoides tala), — вид лучепёрых рыб из семейства ставридовых. Распространены в тропических и тёплых умеренных водах Индо-Тихоокеанской области. Максимальная длина тела 70 см. Морские пелагические рыбы. Обитают в прибрежных водах на глубине до 20 м.

## Описание
Тело продолговатое, эллиптической формы, сильно сжатое с боков. Максимальная длина тела 70 см. Рыло заострённое. Дорсальный профиль рыла прямой. Верхняя губа в средней части соединяется с рылом полоской кожи (уздечкой), у молоди разделены неглубокой бороздкой. Окончание верхней челюсти доходит вертикали, проходящей через задний край глаза. На верхней челюсти зубы расположены в два ряда: внешний ряд увеличенных зубов конической формы, во внутреннем ряду зубы ворсинкообразные. Зубы на нижней челюсти расположены в два ряда, разделённых неглубокой бороздой; у взрослых особей зубы во внутреннем ряду заметно крупнее зубов во внешнем ряду; у молоди зубы во внешнем ряду более многочисленные и расположены ближе друг к другу по сравнению с зубами во внутреннем ряду. У молоди есть одна или две пары клыковидных зубов на симфизе нижней челюсти, которые исчезают по мере роста рыб. Есть ворсинковидные зубы на сошнике и нёбе. На первой жаберной дуге 11—15 жаберных тычинок (включая рудиментарные), из них на верхней части 1—3 жаберные тычинки, а на нижней —7—11 тычинок. Два спинных плавника разделены небольшим промежутком. В первом спинном плавнике 6—7 коротких отдельно сидящих колючек, которые располагаются в мелкой канавке. Во втором спинном плавнике один жёсткий и 19—21 мягкий луч. В анальном плавнике две отдельно посаженные колючки и 16—19 мягких лучей. В задних частях мягкого спинного и анального плавников лучи соединены мембраной только до середины луча. Длины оснований второго спинного и анального плавников одинаковые. Передние доли второго спинного и анального плавников удлинённые. Длина брюшных плавников сходна с длиной грудных плавников, или немного меньше. Хвостовой плавник сильно выемчатый. Боковая линия немного прерывистая, делает небольшой изгиб вверх над грудными плавниками и далее идёт прямо до основания хвостового плавника. В боковой линии нет костных щитков. Чешуйки ниже боковой линии ланцетовидной формы с тупыми концами, частично вдавлены в кожу. Позвонков: 10 туловищных и 16 хвостовых.
Верхние части головы и тела зеленовато-серые, а нижние —от серого до серебристого цвета. У взрослых особей по бокам тела расположены 4—8 вертикально вытянутых пятна свинцового цвета, большинство из которых пересекают боковую линию. Спинной и анальный плавники тёмные, равномерно пигментированные; грудные плавники жёлтые, а брюшные плавники — белые.

## Ареал, места обитания и биология
Распространены в Индо-Тихоокеанской области от восточного побережья Индии и Шри-Ланка до Андаманского моря; Южно-Китайское море, Индонезия, Малайзия, Филиппины, север Австралии и Соломоновы острова. Обитают в прибрежных водах на глубине от одного до 20 м. Биология изучена слабо. Ведут одиночный образ жизни. Питаются преимущественно мелкими рыбами. Молодь питается чешуёй и эпидермисом кожи других рыб. Как и у других представителей рода Scomberoides, колючие лучи первого спинного и анального плавников связаны с ядовитыми железами; их укол может быть довольно болезненным для человека.